# Libanesischer FA Cup
Der Libanesische FA Cup (arabisch كأس الاتحاد اللبناني, DMG Kaʾs al-Ittiḥād al-Lubnānī) ist ein seit 1937 ausgetragener Fußball-Pokalwettbewerb für libanesische Vereinsmannschaften. Er wird jährlich vom Fédération Libanaise de Football Association veranstaltet und ist nach der libanesischen Meisterschaft der zweitwichtigste Titel im nationalen Vereinsfußball. Der Pokalsieger qualifiziert sich für die AFC Cup Play-offs.

## Pokalsieger
| Rang | Verein                      | Siege | Finalt. |
| ---- | --------------------------- | ----- | ------- |
| 1    | al-Ansar                    | 16    | 21      |
| 2    | Nejmeh Club                 | 8     | 17      |
| 3    | al Ahed                     | 6     | 11      |
| 4    | Al Nahda FC                 | 4     | 5       |
| 5    | Safa SC Beirut              | 3     | 11      |
| 6    | Homenetmen Beirut           | 3     | 6       |
| 7    | Tripoli SC (Olympic Beirut) | 2     | 4       |
| 8    | Al-Shabiba Mazraa           | 2     | 3       |
| 8    | Helmi Sport                 | 2     | 3       |
| 10   | Shabab al-Sahel FC          | 1     | 4       |
| 11   | Tadamon Sur Club            | 1     | 3       |
| 12   | Al-Mabarrah SC              | 1     | 2       |
| 13   | Bourj FC                    | 1     | 1       |
| 13   | Salam Zgharta SC            | 1     | 1       |
| 15   | Homenmen Beirut             | 0     | 4       |
| 16   | Racing Beirut               | 0     | 2       |
| 17   | Abgramian                   | 0     | 1       |
| 17   | Harakat Al-Shabab           | 0     | 1       |
| 17   | Hekmeh FC                   | 0     | 1       |
| 17   | Sikka Railways Beirut       | 0     | 1       |

## Endspiele
Alle Endspielergebnisse im Überblick:
| Saison              | Sieger                              | Ergebnis                            | Finalist                            |
| ------------------- | ----------------------------------- | ----------------------------------- | ----------------------------------- |
| 1937/38             | Al Nahda FC                         | 3:2                                 | Helmi Sport                         |
| 1938/39             | Helmi Sport                         | 2:1                                 | Homenetmen Beirut                   |
| 1939/40             | Helmi Sport                         | 5:3                                 | Sikka Railways Beirut               |
| 1940/41             | Al Nahda FC                         | 4:2                                 | Homenetmen Beirut                   |
| 1941/42             | Keine Austragung                    | Keine Austragung                    | Keine Austragung                    |
| 1942/43             | Homenetmen Beirut                   | 3:2                                 | Al Nahda FC                         |
| 1943/44             | Keine Austragung                    | Keine Austragung                    | Keine Austragung                    |
| 1944/45             | Al Nahda FC                         | 3:2                                 | Racing Beirut                       |
| 1945/46             | Keine Austragung                    | Keine Austragung                    | Keine Austragung                    |
| 1946/47             | Al Nahda FC                         | 2:1                                 | Abgramian                           |
| 1947/48             | Homenetmen Beirut                   | 1:0                                 | Racing Beirut                       |
| 1948/49             | Keine Austragung                    | Keine Austragung                    | Keine Austragung                    |
| 1949/50             | Keine Austragung                    | Keine Austragung                    | Keine Austragung                    |
| 1950/51             | Al-Shabiba Mazraa                   | 4:2                                 | Nejmeh Club                         |
| 1951/52             | Al-Shabiba Mazraa                   | 8:1                                 | Homenetmen Beirut                   |
| 1952/53 bis 1960/61 | Keine Austragung                    | Keine Austragung                    | Keine Austragung                    |
| 1961/62             | Homenetmen Beirut                   | 4:2                                 | Al-Shabiba Mazraa                   |
| 1962/63             | Keine Austragung                    | Keine Austragung                    | Keine Austragung                    |
| 1963/64             | Safa SC Beirut                      | 1:0                                 | Nejmeh Club                         |
| 1964/65 bis 1969/70 | Keine Austragung                    | Keine Austragung                    | Keine Austragung                    |
| 1970/71             | Nejmeh Club                         | 3:1                                 | Safa SC Beirut                      |
| 1971/72 bis 1984/85 | Keine Austragung                    | Keine Austragung                    | Keine Austragung                    |
| 1985/86             | Safa SC Beirut                      | 1:0                                 | al-Ansar                            |
| 1986/87             | Nejmeh Club                         | 2:0                                 | Tadamon Sur Club                    |
| 1987/88             | al-Ansar                            | 1:0                                 | Shabab al-Sahel                     |
| 1988/89             | Nejmeh Club                         | 4:0                                 | Tadamon Sur Club                    |
| 1989/90             | al-Ansar                            | 3:2                                 | Safa SC Beirut                      |
| 1990/91             | al-Ansar                            | 2:1                                 | Safa SC Beirut                      |
| 1991/92             | al-Ansar                            | 2:0                                 | Harakat Al-Shabab Tripoli           |
| 1992/93             | Bourj FC                            | 4:1                                 | Homenmen Beirut                     |
| 1993/94             | al-Ansar                            | 4:1                                 | Homenmen Beirut                     |
| 1994/95             | al-Ansar                            | 1:0                                 | Safa SC Beirut                      |
| 1995/96             | al-Ansar                            | 4:2                                 | Nejmeh Club                         |
| 1996/97             | Nejmeh Club                         | 2:0                                 | al-Ansar                            |
| 1997/98             | Nejmeh Club                         | 2:1                                 | Homenmen Beirut                     |
| 1998/99             | al-Ansar                            | 2:1                                 | Homenmen Beirut                     |
| 1999/2000           | Shabab al-Sahel                     | 1:1 n. V. (5:4 i. E.)               | Safa SC Beirut                      |
| 2000/01             | Tadamon Sur Club                    | 2:1                                 | al-Ansar                            |
| 2001/02             | al-Ansar                            | 2:0                                 | al Ahed                             |
| 2002/03             | Olympic Beirut                      | 3:2                                 | Nejmeh Club                         |
| 2003/04             | al Ahed                             | 2:1                                 | Nejmeh Club                         |
| 2004/05             | al Ahed                             | 2:1                                 | Olympic Beirut                      |
| 2005/06             | al-Ansar                            | 3:1                                 | Hekmeh FC                           |
| 2006/07             | al-Ansar                            | 3:1                                 | al Ahed                             |
| 2007/08             | Al-Mabarrah                         | 2:1                                 | Safa SC Beirut                      |
| 2008/09             | al Ahed                             | 2:0                                 | Shabab al-Sahel                     |
| 2009/10             | al-Ansar                            | 2:1                                 | Al-Mabarrah                         |
| 2010/11             | al Ahed                             | 3:0                                 | Safa SC Beirut                      |
| 2011/12             | al-Ansar                            | 2:1                                 | Nejmeh Club                         |
| 2012/13             | Safa SC Beirut                      | 2:1                                 | Shabab al-Sahel                     |
| 2013/14             | Salam Zgharta                       | 1:0                                 | Tripoli SC                          |
| 2014/15             | Tripoli SC                          | 2:1                                 | Nejmeh Club                         |
| 2015/16             | Nejmeh Club                         | 0:0 n. V. (5:4 i. E.)               | al Ahed                             |
| 2016/17             | al-Ansar                            | 1:0                                 | Safa SC Beirut                      |
| 2017/18             | al Ahed                             | 0:0 n. V. (4:1 i. E.)               | Nejmeh Club                         |
| 2018/19             | al Ahed                             | 1:0                                 | al-Ansar                            |
| 2019/20             | Abbruch wegen der COVID-19-Pandemie | Abbruch wegen der COVID-19-Pandemie | Abbruch wegen der COVID-19-Pandemie |
| 2020/21             | al-Ansar                            | 1:1 n. V. (3:1 i. E.)               | Nejmeh Club                         |
| 2021/22             | Nejmeh Club                         | 2:1                                 | al-Ansar                            |
| 2022/23             | Nejmeh Club                         | 0:0 n. V. (4:3 i. E.)               | al Ahed                             |
| 2023/24             | al-Ansar                            | 2:1                                 | al Ahed                             |